# Датини, Франческо
Франческо ди Марко Датини (итал. Francesco di Marco Datini; 1335, Прато — 16 августа 1410) — знатный купец, торговец, финансист. За свои заслуги перед родным городом получил прозвание «Купец Прато» (il Mercante di Prato).
Родился Датини в небогатой семье владельца таверны, рано осиротел: во время эпидемии чумы 1348 г. умирают родители и родные брат с сестрой. Оставшихся в живых братьев Франческо и Стефано берут на воспитание родственники.
Основам торговли и учёта Датини учился, работая в небольших лавках Флоренции продавцом специй, украшений, шерсти. Вскоре основывает во французском Авиньоне (где в то время находился Папский престол) свою собственную компанию, специализирующуюся на экспорте шерсти, меха и тканей тосканских мануфактур. Компания разрастается её представительства располагаются в разных городах, как Италии, так и Европы (Пиза, Генуя, Валенсия, Ибица и др), где трудились агенты, которые ежегодно представляли бухгалтерские отчёты головному отделению.
В июле 1376 г. Датини женится на юной Маргарите — дочери флорентийского торговца Доминико Бандини. Брак был счастливым, о чём свидетельствуют многочисленные письма супругов друг другу. В 1380 возвращается во Флоренцию.
Франческо Датини был человеком верующим, при жизни много занимался благотворительностью, помогал реставрировать францисканские церкви, содержать монастыри, финансировал строительство воспитательного дома.
Перед смертью, по совету своего друга нотариуса Лапо Мацеи, Датини завещает часть имущества коммуне родного города Прато. А другую часть — созданной им благотворительной организации «Корневище» (Ceppi), которая и по сей день занимается благотворительностью: устраивают обеды для неимущих, помогают оплачивать обучения нуждающимся студентам, оказывают материальную помощь воспитательным домам и церкви Святого Франческа, где похоронен Датини.
В центре Прато, напротив здания Коммуны, стоит памятник Франческо Датини, созданный в 1896 скульптором Антонио Гарелла (Antonio Garella).

## Дворец Датини
История палаццо Датини в Прато начинается в 1354 г., когда попечительница Датини, Пьеро ди Джиунта, приобретает для него небольшой дом. Постепенно с ростом благосостояния владельца, он достраивается и расширяется, будучи рачительным хозяином, Датини не жалел средств на его украшение. Работы курировали Никола и Ариго Дженири.
Людовик II Анжуйский даровал Датини право изображать на своём родовом гербе золотые лилии Капетингов. Орнамент из лилий царит в доме повсюду.

## Архивы Франческо Датини
Архивы Датини были случайно обнаружены в XIX веке в тайнике при ремонте дома. Они насчитывают около 150 000 личных и деловых писем, векселей, чеков, страховых бумаг, гарантий и.т.д. Особое место занимают Книги должников и кредиторов по каждому отделению, Торговая бухгалтерская книга, Книга расходов по залогам. В книгах, относящихся к учёту, отдельно выделяется дебет и кредит. В рамках головного (Авиньонского) представительства была составлена Секретная книга, содержащая сведения о компаниях контрагентов, материальных запасах, размере прибыли, а также некую аналитическую информацию о заключённых договорах.
Таким образом, именно в компании Франческо Датини впервые в истории можно найти документально подтверждённый принцип применения двойной записи при отражении операций по счетам. Кроме этого в его торговой компании в первой половине 1390-х был составлен первый годовой бухгалтерский баланс, прототип современного.